# Agnieszka Stulgińska
Agnieszka Stulgińska (ur. 5 września 1978 w Ostrołęce) – polska kompozytorka.

## Życiorys
Ukończyła studia na Akademii Muzycznej w Gdańsku na Wydziale Dyrygentury Chóralnej, Edukacji Muzycznej i Rytmiki oraz kierunku kompozycji. Studiowała pod opieką Krzysztofa Olczaka. W latach 2005–2006 odbywała studia (w ramach programu Erasmus) w Hogeschool voor Wetenschap & Kunst Lemmensinstituut w Leuven. Była stypendystką Rządu Belgijskiego na studiach podyplomowych u prof. Luca van Hove w Królewskim Konserwatorium w Antwerpii. W 2012 ukończyła Podyplomowe Studia Muzyki Filmowej, Komputerowej i Twórczości Audiowizualnej na Akademii Muzycznej w Łodzi.
Jej utwory były wykonywane na wielu festiwalach w Polsce i za granicą (Bałtycki Festiwal Nauki 2004, 2005, 2008; I Latająca Akademia Muzyki Współczesnej 2006, Festiwal „Nowe brzmienia gdańskie” 2006, XIV Festiwal Audio Art 2006, music@venture 2007, Musica Moderna w Łodzi 2007, Centrum Sztuki Współczesnej Łaźnia w Gdańsku 2008, Gdański Festiwal Muzyczny 2008, intersonanzen w Poczdamie 2013, Musica Electronica Nova we Wrocławiu 2013, Musica Polonica Nova we Wrocławiu 2014, 22. International Carillon Festiwal w Bok Tower Garden, Floryda 2014, IV International Actual Music Festival ''Another Space'' w Moskwie 2014). Kompozycje jej autorstwa grano na koncertach w Akademii Muzycznej i Ratuszu Staromiejskim w Gdańsku, Studiu Polskiego Radia Gdańsk, Centrum Sztuki Współczesnej Stuk w Leuven, Konserwatorium, deSingel oraz Vlinderpaleis w Antwerpii. Jej utwory grano na koncertach Kwartludium, Lutosławski Piano Duo, NeoQuartet, Prometheus ensamble, I Solisti del Vento, Elise Artoisenet & Marie Noelle Betce Piano Duo, Śląskiej Orkiestry Kameralnej, Warsaw Contemporary Ensemble, Lux:NM, Kwadrofonik, Cayuga Chamber Orchestra, Orkiestry Kameralnej Progress oraz Palomar Ensemble.
Współpracuje z reżyserami, fotografami, designerami, wizualistami i choreografami. Tworzy różne projekty multimedialne.
Jest laureatką Composer Alive w Chicago, CCO Composers Showcase w Ithace, konkursu kompozytorskiego „Musiconversations” w Teksasie, 46. Konkursu im. Tadeusza Bairda (III miejsce), konkursu na utwór multimedialny dla festiwalu music@venture oraz na utwór dla zespołu Prometheus ensamble. Była uczestniczką czteroletniego (2004–2011) programu promocji młodych kompozytorów Europejskiego Centrum Muzyki Krzysztofa Pendereckiego. Została wyróżniona za muzykę do sztuki „Sonata Jesienna” według scenariusza Ingmara Bergmana. W 2008 była stypendystką Ministra Kultury i Dziedzictwa Narodowego. Znalazła się w gronie kilkunastu stypendystów programu „Młodzi Kompozytorzy w hołdzie Fryderykowi Chopinowi”.
Skomponowała muzykę do filmów Dzikie róże (2017) i Jaśniejsze barwy (2010).
Utwory kompozytorki poruszają m.in. temat kobiecości, sytuacji kobiety w społeczeństwie oraz kobiecej psychiki. Wykorzystuje biały głos śpiewaczek.
Jej matka jest Kurpianką. Od niej uczyła się tańców kurpiowskich. W swojej twórczości Stulgińska podejmuje temat muzyki z kurpiowskiej Puszczy Zielonej (np. Wesele – Inicjacja z 2019 – utwór oparty na pieśniach obrzędowych, trampanych oraz tańcach z Kurpi, zadedykowany matce kompozytorki i nauczycielkom, Bronisławie Świder i Antoninie Deptule z Bandyś, członkiniom Bandysionek). Kompozytorka bierze udział w wydarzeniach muzycznych w regionie i Warszawie (np. Festiwal Wszystkie Mazurki Świata), jak również uczestniczy w kultywowaniu tradycji kurpiowskich. Na Stulgińską wpływ mają też pieśni poleskie. Jej ojciec pochodził z Kresów, z obszaru obecnej Białorusi. Bliska jest jej muzyka etniczna, ludowa.
Prowadzi zajęcia i warsztaty dla młodzieży, dzieci oraz dorosłych. W jej ofercie znajdują się m.in. warsztaty tworzenia muzyki do baśni i legend skandynawskich, kaszubskich oraz kurpiowskich, zajęcia z zakresu rytmu, melodii i harmonii w naturze i mieście, jak również warsztaty słuchania.

## Dyskografia
- 2013: Agnieszka Stulgińska. Chamber Works (Dux)
- 2011: NeoQuartet (Dux)
- 2010: Òpòwiédz mie bôjkã/Opowiedz mi bajkę (Nadbałtyckie Centrum Kultury)
- 2008: Young Composers in Tribute to Fryderyk Chopin (Dux)
- 2008: Vivat Academia. 60 lat Akademii Muzycznej im. S. Moniuszki w Gdańsku (Akademia Muzyczna im. S. Moniuszki w Gdańsku)[1][17].

## Ważniejsze kompozycje
- 1999: Studium dźwięku na fortepian, Strach przed snem na fortepian
- 2000: Tworzywo na skrzypce i flet, Ras na perkusję
- 2001: Dwoje na fortepian, KZS na skrzypce, klarnet i fortepian, Bajka o chrabąszczu na klarnet, wiolonczelę i fortepian
- 2003: Piene na klarnet i live electronic
- 2004: Spojrzenie światła na skrzypce, klarnet, wibrafon i fortepian; muzyka do filmu Ave, decydujący moment w reż. Waldemara Żuchowskiego
- 2005: Legenda ze starej baśni na trąbkę, puzon, tubę, marimbę, perkusję, fortepian i taśmę; Zaczarowane pudełeczko na skrzypce, klarnet, wibrafon, fortepian i taśmę
- 2006: Impresje na kwartet smyczkowy
- 2007: Let’s Meet na dwa fortepiany
- 2009: In Credo na perkusję i orkiestrę smyczkową
- 2010: Ori na klarnet, wiolonczelę, akordeon i gitarę elektryczną
- 2011: Stara rzeka na orkiestrę kameralną
- 2012: FGT (Flying garbage truck) na saksofon, skrzypce, wiolonczelę, akordeon, fortepian i taśmę[1]
- 2013: Faza N.Rem na 2 fortepiany, perkusję i elektronikę
- 2014: Conversionis na głos, perkusje i fortepian
- 2015: Prześwity na instrumenty historyczne oraz przestrzeń Bazyliki Mariackiej[18]
- 2020: Polichromie Świętojańskie na organy, orkiestrę kameralną i zespół śpiewaczy[18][19]
- 2020: Trzy kobiety[20]
- 2019: Suita pieśni miłosnych PLANH na flety, skrzypce i wiolonczelę, MON JOYEUX SOUVENIR na skrzypce, wiolonczelę i flet, MISSING VOICES na flet, skrzypce i wiolonczelę z opcjonalną taśmą, AFTER BAUDE CORDIER na flet, skrzypce i wiolonczelę, TRIPLUM na skrzypce, flet basowy, wiolonczelę i ścieżki audio z taśmą[18].